# Cantone di Bethoncourt
Il cantone di Bethoncourt è una divisione amministrativa francese dell'arrondissement di Montbéliard, situato nel dipartimento del Doubs nella regione della Borgogna-Franca Contea.
È stato costituito a seguito della riforma approvata con decreto del 25 febbraio 2014, che ha avuto attuazione dopo le elezioni dipartimentali del 2015.

## Composizione
Comprende gli 11 comuni di:
- Allenjoie
- Bethoncourt
- Brognard
- Dambenois
- Étupes
- Exincourt
- Fesches-le-Châtel
- Grand-Charmont
- Nommay
- Sochaux
- Vieux-Charmont